# 波帕島
9°9′N 82°7′W / 9.150°N 82.117°W

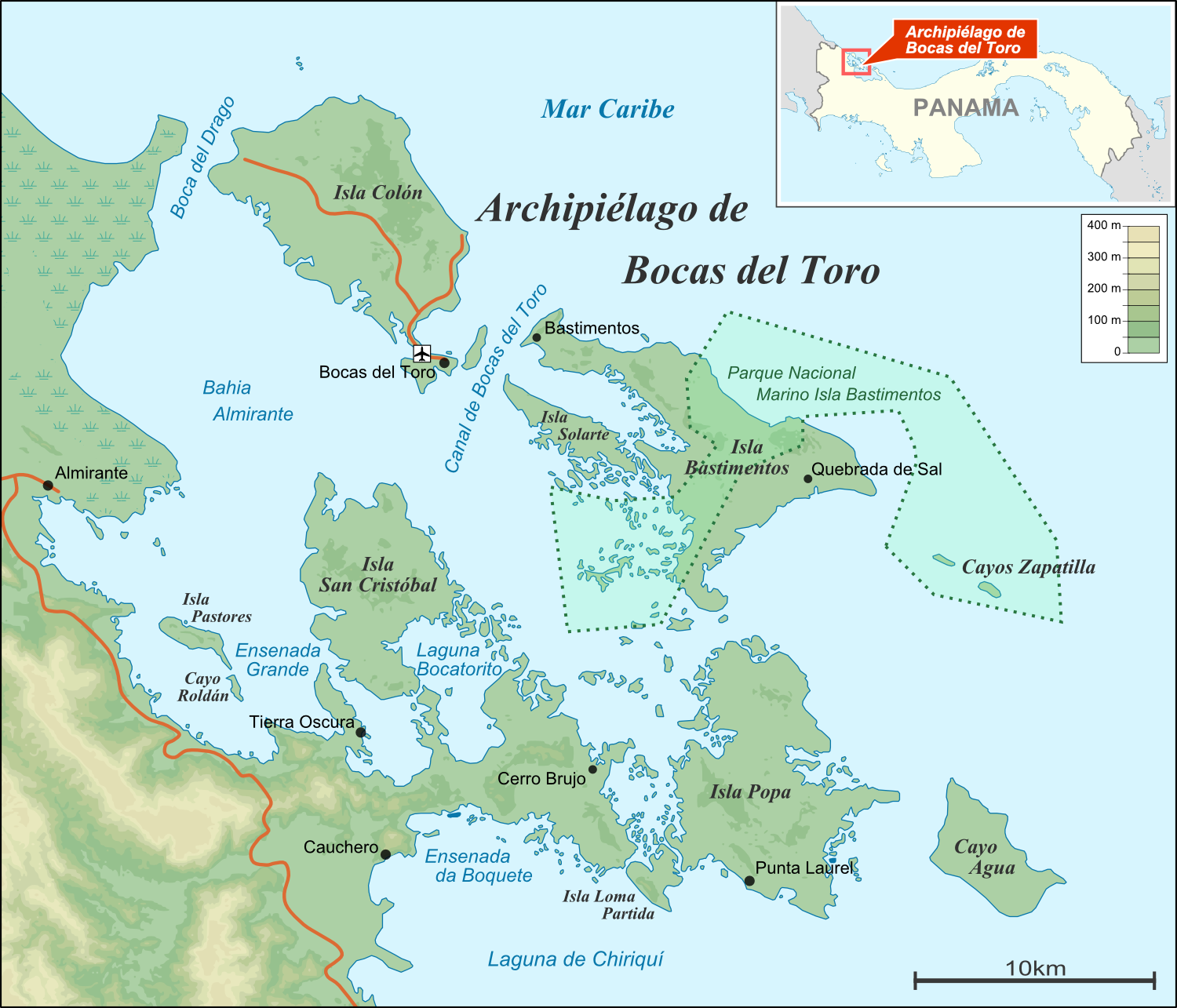

波帕島是巴拿馬的島嶼，位於該國西北部加勒比海，距離巴斯蒂門多斯島200米，屬於博卡斯德爾托羅群島的一部分，由博卡斯德爾托羅省負責管轄，面積53平方公里。